# Millenium Orchestra
Le Millenium Orchestra est un orchestre belge de musique baroque sur instruments anciens  dirigé par Leonardo García-Alarcón.

## Historique
Le Millenium Orchestra a été fondé en 2014 par le chef d'orchestre et chef de chœur argentin Leonardo García-Alarcón, sous les auspices du CAV&MA, le Centre d'Art Vocal et de Musique Ancienne, basé à Namur en Belgique,.
Le Millenium Orchestra travaille avec le chœur de chambre de Namur, dirigé également par Alarcón.
L'objectif de Leonardo García-Alarcón est d'attirer le grand public vers la musique classique grâce à une nouvelle façon de communiquer et de concevoir les programmes, en prenant en compte la transformation continue du public et l'évolution du rôle de l'orchestre dans la société en ce début de troisième millénaire.

## Répertoire
Les projets du Millenium Orchestra et du chœur de chambre de Namur pour les années 2015 à 2018 englobent le Requiem de Bonaventura Rubino, des messes de Jean-Sébastien Bach, la Passion selon saint Jean de Gaetano Veneziano, la Passio Secundum Johannem et la Missa Sancta Caecilia d'Alessandro Scarlatti et les Coronation Anthems de Georg Friedrich Haendel.
Mais le répertoire de l'orchestre ne se limite pas au répertoire baroque et couvre également la musique classique.

## Discographie
- The Vienna concert - 23 march 1783 de Mozart, CD Ricercar